# Schweizer Buchzentrum
Das (Schweizer) Buchzentrum (BZ) ist ein Zwischenbuchhändler für den Schweizer Buchhandel.
Das Buchzentrum ist «die Drehscheibe» für den Schweizer Buchhandel. Als führender Dienstleister für Verlage und Hersteller sowie für den Buch- und Fachhandel in der Schweiz beschäftigt das Schweizer Buchzentrum am Standort in Hägendorf rund 260 Mitarbeitende (2022; Vollzeitstellen). Das Sortiment an physischen und digitalen Büchern sowie Spiele, Kalender, Glückwunschkarten, Trendprodukte und DVDs ist auf die Bedürfnisse des Schweizer Marktes abgestimmt.

## Geschichte
1882 wurde das Buchzentrum als Schweizerisches Vereinssortiment (SVS) gegründet. 1885 wurde es in eine Genossenschaft für den Buchhandel umgewandelt und 1968 in Genossenschaft Schweizer Buchzentrum (SBZ) umbenannt.
Das Buchzentrum befindet sich in Hägendorf im Kanton Solothurn, 5 km südwestlich von Olten. Es hat für 650 Verlage die Verlagsauslieferung. Das gesamte Sortiment umfasst über 11 Millionen lieferbare Artikel. Am Lager in Hägendorf sind auf  21'500 m² Lagerfläche über 8 Millionen Bücher, Spiele, Karten und weitere Produkte gelagert.
Der operative Teil der Genossenschaft Schweizer Buchzentrum wurde per 1. März 2001 in die Buchzentrum AG (BZ) ausgelagert.
An der Buchzentrum AG ist die deutsche Libri GmbH mit 20 % beteiligt.
Zur Buchzentrum Gruppe gehören die Buchzentrum AG, der IT-Dienstleister bpm consult ag und Comelivres AG.